# Okres Białobrzegi
Okres Białobrzegi (polsky Powiat białobrzeski) je okres v polském Mazovském vojvodství. Rozlohu má 639,28 km² a v roce 2020 zde žilo 33 329 obyvatel. Sídlem správy okresu je město Białobrzegi.

## Gminy
Městsko-vesnické:
- Białobrzegi
- Wyśmierzyce

Vesnické:
- Promna
- Radzanów
- Stara Błotnica
- Stromiec

| Gmina          | Druh gminy       | Rozloha    | Populace | Hustota zalidnění |
| -------------- | ---------------- | ---------- | -------- | ----------------- |
| Białobrzegi    | městsko-vesnická | 77,74 km²  | 9 766    | 125,6 osob/km²    |
| Promna         | vesnická         | 120,74 km² | 5 454    | 45,2 osob/km²     |
| Radzanów       | vesnická         | 82,59 km²  | 3 783    | 45,8 osob/km²     |
| Stara Błotnica | vesnická         | 96,24 km²  | 5 451    | 56,6 osob/km²     |
| Stromiec       | vesnická         | 156,47 km² | 5 400    | 36,1 osob/km²     |
| Wyśmierzyce    | městsko-vesnická | 104,31 km² | 2 680    | 25,7 osob/km²     |

Okres hraničí s 4 okresy Mazovského vojvodství: okresem Przysucha, okresem Grójec, okresem Kozienice a okresem Radom.

## Města
- Białobrzegi
- Wyśmierzyce

## Demografie
Počet obyvatel (informace z 30. června 2005):
|         | Celkem | Celkem | Ženy   | Ženy | Muži   | Muži |
|         | Osob   | %      | Osob   | %    | Osob   | %    |
| ------- | ------ | ------ | ------ | ---- | ------ | ---- |
| Celkem  | 33 670 | 100    | 16 780 | 49,7 | 16 890 | 50,3 |
| Město   | 8131   | 100    | 4101   | 50,4 | 4030   | 49,6 |
| Vesnice | 25 414 | 100    | 12 587 | 49,5 | 12 827 | 50,5 |

## Starostové
- Andrzej Wiśniewski (1999–2006) (PO)
- Andrzej Oziębło (2006–2018) (PO)
- Sylwester Korgul (2018–) (PiS)